# Fonda Magí (Manlleu)
La Fonda Magí és un edifici de Manlleu (Osona) inclòs a l'Inventari del Patrimoni Arquitectònic de Catalunya.

## Descripció
És una de les poquíssimes obres modernistes de Manlleu. Per la forna de les llindes sembla obra d'en Josep Illa (s'assembla a Can Grau i el bar Vista Alegre). En Nasi Paleta (Ignasi Mas) va demanar permís per obrir el portal i potser va realitzar la reforma de la façana.
És un edifici de planta baixa i dues plantes pis. La planta baixa ha estat reformada, en la planta primera hi trobem dos balconeres amb la barana en el pla de façana i una finestra a cada banda (d'una reforma posterior) i en la segona dos balcons. Les llindes de les balconeres estan decorades.
En l'última reforma que s'hi ha realitzat es van obrir les dues finestres de la planta primera. També es va refer l'esgrafiat, tot i que es van eliminar els esgrafiats de les figures que hi havia a cada costat dels balcons (tres esgrafiats a cada planta pis).
L'ampliació del portal és de l'any 1924, obra d'Ignasi Mas.